# Casa Alòs
La Casa Alòs, també coneguda com la casa del marquès de Dou, la Casa Dou o el Casino vell és un edifici a cavall entre l'estil modernisme i el noucentisme ubicat a la Plaça Gran de Ripoll, projectat per l'arquitecte Josep Maria Pericas l'any 1908.
Si bé tant la torre situada al xamfrà, com a element més contundent, com la utilització de formes curvilínies pertany encara a reminiscències modernistes, l'encaix dels elements en la composició general denota una simplificació formal més d'acord amb la nova arquitectura europea de la qual l'autor en reflecteix la influència.

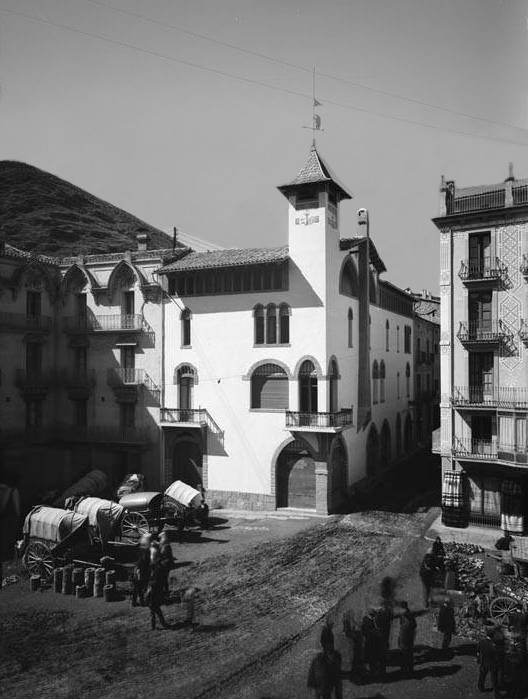
La casa Alòs, en una fotografia de principis del segle XX

A les façanes exteriors combina de forma elegant i equilibrada els elements modernistes -com la torre amb esgrafiats o les obertures curvilínies amb ús de mosaic i maó-, i la simplicitat característica del noucentisme.
L'edifici consta de planta baixa, dos pisos i unes golfes amb finestres seguides, com una reinterpretació del model medieval de casa amb golfes semiobertes, molt freqüent a l'època modernista. Diversos elements reforcen la cantonada: els dos portals situats a cada costat, el joc dels tres finestrals, dos amb un balcó i el tercer més ample, les tres finestres del segon pis, la xemeneia que transcorre per la façana com un prisma de maó, el teulat a dos vessants que es deixa veure en aquesta part de l'edifici –la resta de la coberta té un ràfec- i la torreta de remat.
El maó és utilitzat com a material decoratiu que emmarca els portals i les finestres, a sobre d'un arrebossat de color blanc. La part superior de la torre conté ferro forjat i esgrafiats. Es tracta d'un edifici molt mesurat, de decoració gens exuberant, que es pot qualificar de modernista sobretot pel tractament volumètric i compositiu: l'asimetria, el reforç de la cantonada i el tractament de l'edifici com un volum global i no com un pla de façana.